# Heinrich Joseph Watteroth
Heinrich Joseph Watteroth (* 17. Januar 1756 in Worbis; † 13. August 1819 in Wien; auch Heinrich Joseph Watterroth) war ein deutsch-österreichischer Rechtswissenschaftler und Hochschullehrer.

## Leben

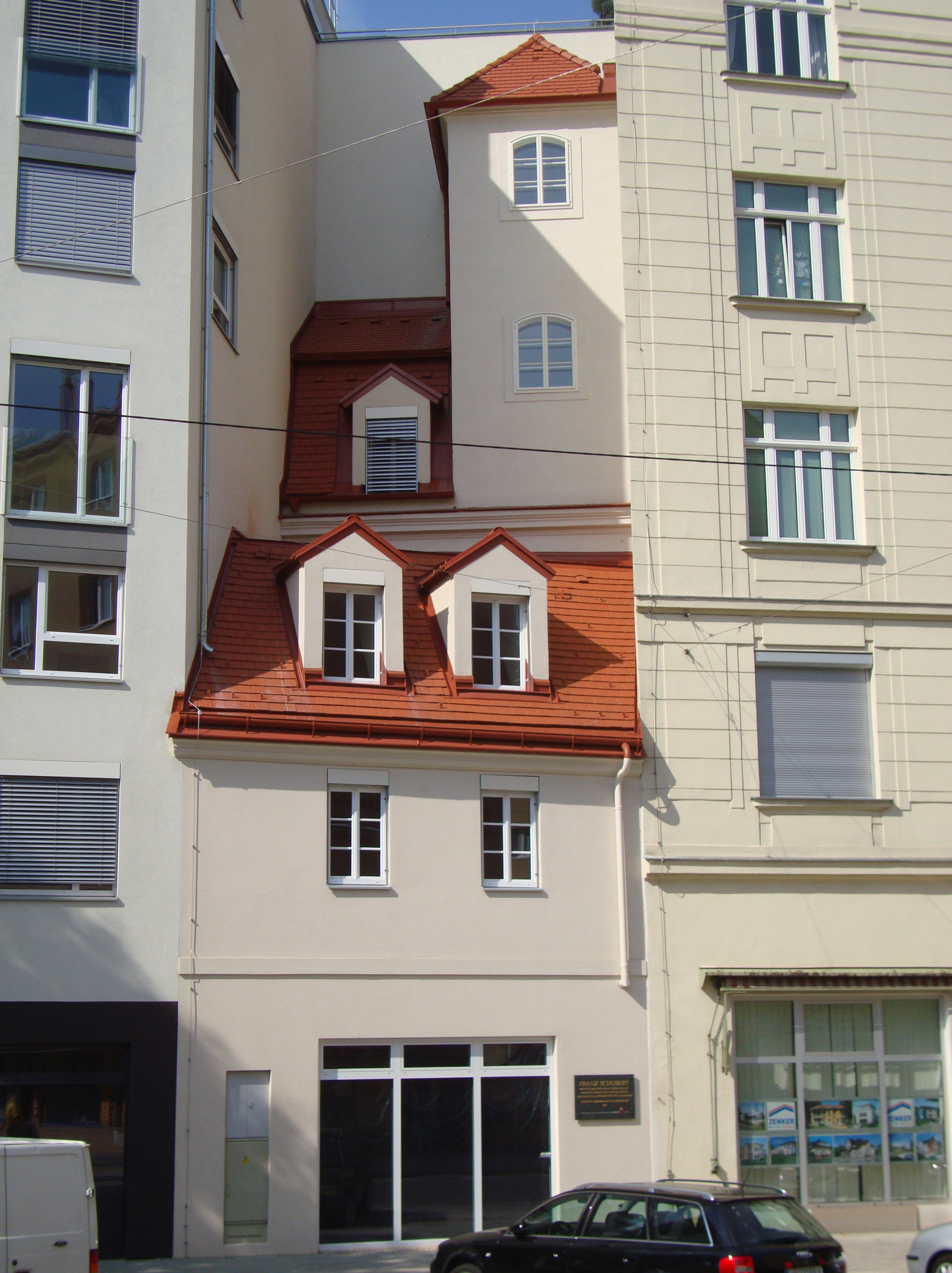
Relikte des Hauses von Watteroth

Watteroth war zunächst von seinen Eltern für eine Laufbahn als Geistlicher vorgesehen. Dem entgegen widmete er sich beim Universitätsstudium der Rechtswissenschaft. Er studierte ab 1774 zunächst an der Universität Erfurt, wechselte dann an die Universität Göttingen, an der er 1777 sein Studium abschloss. Im selben Jahr fand er Anstellung beim Reichshofrat in Wien. Daneben hörte er weiter an der Universität Wien juristische Vorlesungen. Dort wurde er auch zum Doktor der Rechte promoviert.
Watteroth bekam 1781 eine Stellung als außerordentlicher Professor für Statistik und politische Wissenschaft an der Wiener Universität übertragen und wurde 1783 Professor für Statistik am Theresianum. Im August 1783 trat er als Mitglied der Wiener Loge der Illuminaten Zur wahren Eintracht bei und stieg noch im gleichen Jahr zum Meister auf. Er wechselte 1786 als Mitglied zur Loge Zur Wahrheit. Ebenso wurde er 1786 als ordentlicher Professor für Rechtsgeschichte an die Universität in Wien berufen. 
Watteroth wurde 1790 vom Wiener Erzbischof Christoph Anton von Migazzi beim Kaiser aufgrund von antikirchlichen Bestrebungen angezeigt. Er musste in der Folge den Lehrstuhl für Kirchengeschichte aufgeben, erhielt allerdings 1791 die Professur für politische Wissenschaften übertragen und wurde außerdem k. k. Bücherzensor. Sein 1781 in Wien erschienenes Werk Für Toleranz überhaupt und Bürgerrechte der Protestanten in katholischen Staaten war schon 1783 per Dekret der römisch-katholischen Glaubenskongregation auf den Index der verbotenen Bücher gesetzt worden.
Watteroths Wiener Haus in der Erdbergstraße 17 war Treffpunkt zahlreicher Künstler. Im Haus wohnte auch Franz Schubert, der dort im Auftrag der Schüler Watteroths die Prometheus-Kantate schrieb, die am 24. Juli 1816 erstmals im Garten des Hauses aufgeführt wurde. Daneben wohnten auch Johann Mayrhofer, Joseph von Spaun sowie Josef Kriehuber bei Watteroth.
Watteroth wurde 1810 zum Ehrenbürger der Stadt Wien ernannt.

## Werke (Auswahl)
- Die Reformation in Deutschland zu Ende des achtzehnten Jahrhunderts, Hartl, Wien 1781. (Digitalisat)
- Für Toleranz überhaupt und Bürgerrechte der Protestanten in katholischen Staaten, Wien 1782.
- Vertheidigung der Reformation in Deutschland zu Ende des 18. Jahrhunderts: als der 2. Teil der Reformation, Wizler, Wien 1782.
- Die Reise des Dalailama von Putola nach Peking zum Kaiser in China: ein Bruchstück aus der Geschichte der Päbste, Hartmann, Frankfurt am Main 1784.
- Ueber Kunst und Künstler in Oesterreich, Wien 1791.
- Politische Vorlesungen über Papiergeld und Bancozettel in Hinsicht auf das Patent vom 20. Februar 1811, 4 Hefte, Wimmer, Wien 1811.